# Rémy Vercoutre
Rémy Vercoutre, né le 26 juin 1980 à Grande-Synthe, est un footballeur français jouant au poste de gardien de but. Il se reconvertit comme consultant pour la télévision puis comme entraîneur des gardiens.

## Carrière

### Débuts
Natif du département du Nord, Vercoutre est formé à l'US Gravelines. En 1996, à 16 ans, il rejoint l'USL Dunkerque, et l'année suivante le Montpellier HSC, qui évolue en première division du championnat de France. Il s'y fait remarquer par sa capacité de travail et sa bonne humeur.
Il fait ses débuts en championnat le 13 février 1999 face au FC Lorient, pendant une saison où le club utilise trois autres gardiens (Bruno Martini, Philippe Flucklinger et Stéphane Cassard). En concurrence directe avec Rudy Riou les trois saisons suivantes, dont une passée en Division 2, il décide de partir en 2002. Il compte 43 matchs à Montpellier, dont 37 en championnat.

### Olympique lyonnais
En 2002, il signe à l'Olympique lyonnais, comme doublure de Grégory Coupet. Il s'était fait remarquer la saison précédente lors d'un match nul obtenu par Montpellier à Gerland (0-0). 
Soucieux de jouer plus, il est prêté lors de la saison 2004-2005 au RC Strasbourg. En Alsace, il débute comme titulaire mais se blesse rapidement (fracture du cinquième métatarse). Après plusieurs mois d'indisponibilité, il ne parvient pas à reprendre la place de titulaire à Stéphane Cassard, son remplaçant en début de saison. Il dispute cependant l'intégralité de la Coupe de la Ligue que le club strasbourgeois remporte contre le SM Caen en finale (2-1). 
À la fin de la saison, Gérard Houllier, le nouvel entraîneur de l'OL, souhaite l'intégrer à son groupe. Il reprend alors sa place de doublure de Coupet. Il progresse au fil des années de gloire de l'Olympique lyonnais, avec lequel il remporte notamment cinq titres de champion de France. Peu utilisé, il est néanmoins titulaire lors du Trophée des champions remporté en juillet 2006 aux tirs au but, ou pour chaque rencontre de la Coupe de la Ligue 2007 qui voit les Gones échouer en finale face aux Girondins de Bordeaux. Ce match est paisible pour le portier lyonnais jusqu'à la 88e minute où il encaisse le seul but de la rencontre sur une sortie manquée.
La blessure de Grégory Coupet le 2 août 2007 le propulse en tant que gardien titulaire des cages lyonnaises jusqu'à la trêve hivernale, soit jusqu'au mois de janvier 2008, où il effectue un intérim salué par les observateurs. L'été suivant, Coupet est remplacé par Hugo Lloris, le jeune gardien de l’équipe de France. Vercoutre poursuit sa carrière de doublure. En juillet 2009, il prolonge son contrat jusqu'en 2012, et en décembre 2010, il le prolonge pour la 5e fois, soit jusqu'en 2014.
Lors du 100e derby entre l'Olympique lyonnais et l'AS Saint-Étienne le 24 septembre 2010, il est expulsé sans avoir joué le match, après avoir pris deux cartons jaunes pour contestations depuis le banc de touche. Il écope alors de deux matchs de suspension. En 2011, à la suite d'un accident domestique, il est opéré d’une rupture d’un tendon du pied droit. Il est éloigné des terrains pour une durée de trois mois et demi. Il est de retour au sein du groupe professionnel le 11 février 2012 mais n'a pas l'occasion de rejouer avant la fin de la saison 2011-2012.
À l'été 2012, le départ d'Hugo Lloris est attendu et Vercoutre commence la saison 2012-2013 comme titulaire. Le 31 août, Lloris rejoint effectivement Tottenham. Au bout d'une saison pleinement satisfaisante, que son équipe termine au 3e rang, Rémy se rompt les ligaments croisés antérieurs du genou droit, la veille du derby contre l'ASSE. Cette blessure met un terme à sa saison. Il est remplacé par le jeune gardien international espoir portugais Anthony Lopes,. Vercoutre fait son retour le 23 novembre 2013 face au Valenciennes FC (1-1), alors que Lopes s'est blessé à son tour. Au retour du jeune espoir portugais, l'entraîneur Rémi Garde hésite entre les deux joueurs. Finalement il opte pour Lopes, aux dépens de Vercoutre.

### Stade Malherbe Caen

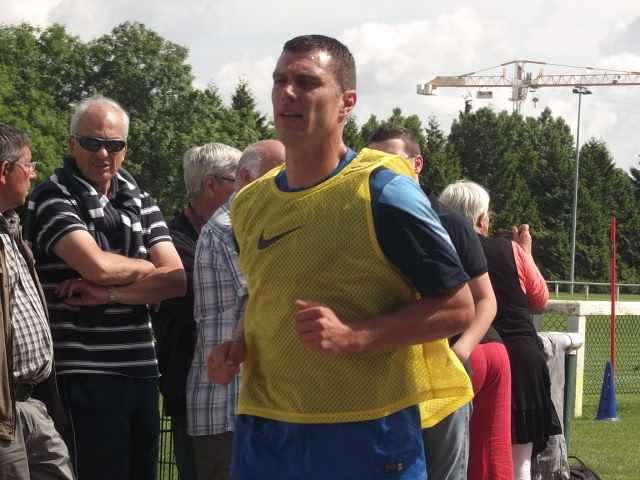
Rémy Vercoutre avec le Stade Malherbe de Caen

Après onze saisons passées avec l'Olympique lyonnais et libre de tout contrat en juin 2014, il décide de s'engager pour deux saisons avec le Stade Malherbe de Caen, promu en Ligue 1. Lors d'une interview avec le magazine France Football, il explique son choix d'avoir quitté Lyon, pointant du doigt un manque de communication avec l'ex-entraîneur de Lyon Rémi Garde lors de sa grave blessure en 2013, puis critiquant l'individualisme dont font preuve les joueurs formés au club. Il se dit « très heureux d'avoir rejoint le Stade Malherbe de Caen car il retrouve les qualités humaines et familiales qu'il souhaitait avoir durant sa carrière ».
Malgré un début de saison compliqué avec le Stade Malherbe, il s'installe comme un des joueurs cadre de l'équipe normande, dont il est l'inamovible titulaire en championnat. L'équipe réalise en 2015 un redressement spectaculaire, en assurant finalement son maintien confortablement et en obtenant de très bons résultats la saison suivante. Fin 2015, il prolonge son contrat avec le club normand de deux ans, jusqu'en 2018.

### Reconversion
Le dimanche 6 mai 2018, il annonce sa fin de carrière sur le plateau télévisé du Canal Football Club de Canal+. Il se reconvertit dès l'été 2018 en consultant pour Canal+. Il devient en décembre 2018 l'entraîneur des gardiens de l'Impact de Montréal qui évolue en MLS, dans laquelle officient ses anciens entraîneurs lyonnais Joël Bats et Rémi Garde. Il quitte ses fonctions le 31 mai 2021 après deux saisons et demie au club québécois et un titre en Championnat canadien.
Il intègre le staff de Peter Bosz en qualité d'entraîneur des gardiens de l'Olympique lyonnais en juin 2021. Il quitte le poste en janvier 2025, date à laquelle il est dispensé d'activité en même temps que l'entraîneur principal Pierre Sage.

## Statistiques
| Saison                | Club                  | Championnat           | Championnat | Championnat | Coupe nationale | Coupe nationale | Coupe de la Ligue | Coupe de la Ligue | Supercoupe | Supercoupe | Compétition(s) continentale(s) | Compétition(s) continentale(s) | Compétition(s) continentale(s) | Total | Total |
| Saison                | Club                  | Division              | M.          | B.          | M.              | B.              | M.                | B.                | M.         | B.         | Comp.                          | M.                             | B.                             | M.    | B.    |
| 1998-1999             | Montpellier HSC       | Ligue 1               | 1           | 0           | -               | -               | -                 | -                 | -          | -          | -                              | -                              | -                              | 1     | 0     |
| 1999-2000             | Montpellier HSC       | Ligue 1               | -           | -           | -               | -               | -                 | -                 | -          | -          | -                              | -                              | -                              | 0     | 0     |
| 2000-2001             | Montpellier HSC       | Ligue 2               | 20          | 0           | 2               | 0               | 1                 | 0                 | -          | -          | -                              | -                              | -                              | 23    | 0     |
| 2001-2002             | Montpellier HSC       | Ligue 1               | 15          | 0           | 2               | 0               | 1                 | 0                 | -          | -          | -                              | -                              | -                              | 18    | 0     |
| Sous-total            | Sous-total            | Sous-total            | 36          | 0           | 4               | 0               | 2                 | 0                 | 0          | 0          | -                              | 0                              | 0                              | 42    | 0     |
| 2002-2003             | Olympique lyonnais    | Ligue 1               | 2           | 0           | -               | -               | -                 | -                 | -          | -          | -                              | -                              | -                              | 2     | 0     |
| 2003-2004             | Olympique lyonnais    | Ligue 1               | 3           | 0           | -               | -               | 1                 | 0                 | -          | -          | C1                             | 1                              | 0                              | 5     | 0     |
| 2004-2005             | RC Strasbourg (prêt)  | Ligue 1               | 5           | 0           | 1               | 0               | 5                 | 0                 | -          | -          | -                              | -                              | -                              | 11    | 0     |
| 2005-2006             | Olympique lyonnais    | Ligue 1               | 2           | 0           | -               | -               | 1                 | 0                 | -          | -          | C1                             | 1                              | 0                              | 4     | 0     |
| 2006-2007             | Olympique lyonnais    | Ligue 1               | 5           | 0           | 2               | 0               | 4                 | 0                 | 1          | 0          | C1                             | 1                              | 0                              | 13    | 0     |
| 2007-2008             | Olympique lyonnais    | Ligue 1               | 19          | 0           | -               | -               | 1                 | 0                 | -          | -          | C1                             | 6                              | 0                              | 26    | 0     |
| 2008-2009             | Olympique lyonnais    | Ligue 1               | 3           | 0           | 1               | 0               | 1                 | 0                 | -          | -          | -                              | -                              | -                              | 5     | 0     |
| 2009-2010             | Olympique lyonnais    | Ligue 1               | 2           | 0           | -               | -               | 2                 | 0                 | -          | -          | -                              | -                              | -                              | 4     | 0     |
| 2010-2011             | Olympique lyonnais    | Ligue 1               | 1           | 0           | -               | -               | 1                 | 0                 | -          | -          | -                              | -                              | -                              | 2     | 0     |
| 2011-2012             | Olympique lyonnais    | Ligue 1               | 3           | 0           | -               | -               | 1                 | 0                 | -          | -          | -                              | -                              | -                              | 4     | 0     |
| 2012-2013             | Olympique lyonnais    | Ligue 1               | 31          | 0           | 1               | 0               | -                 | -                 | -          | -          | C3                             | 7                              | 0                              | 39    | 0     |
| 2013-2014             | Olympique lyonnais    | Ligue 1               | 5           | 0           | 3               | 0               | -                 | -                 | -          | -          | C3                             | 2                              | 0                              | 10    | 0     |
| Sous-total            | Sous-total            | Sous-total            | 81          | 0           | 8               | 0               | 17                | 0                 | 1          | 0          | -                              | 18                             | 0                              | 125   | 0     |
| 2014-2015             | SM Caen               | Ligue 1               | 38          | 0           | 1               | 0               | -                 | -                 | -          | -          | -                              | -                              | -                              | 39    | 0     |
| 2015-2016             | SM Caen               | Ligue 1               | 38          | 0           | 1               | 0               | -                 | -                 | -          | -          | -                              | -                              | -                              | 39    | 0     |
| 2016-2017             | SM Caen               | Ligue 1               | 34          | 0           | 1               | 0               | -                 | -                 | -          | -          | -                              | -                              | -                              | 35    | 0     |
| 2017-2018             | SM Caen               | Ligue 1               | 35          | 0           | 1               | 0               | -                 | -                 | -          | -          | -                              | -                              | -                              | 36    | 0     |
| Sous-total            | Sous-total            | Sous-total            | 145         | 0           | 4               | 0               | 0                 | 0                 | 0          | 0          | -                              | 0                              | 0                              | 149   | 0     |
| Total sur la carrière | Total sur la carrière | Total sur la carrière | 262         | 0           | 16              | 0               | 19                | 0                 | 1          | 0          | -                              | 18                             | 0                              | 316   | 0     |

## Palmarès

### En club
Avec l'Olympique lyonnais, il est Champion de France à cinq reprises en 2003, 2004, 2006, 2007 et 2008 et remporte le Trophée des champions à cinq reprises en 2003, 2005, 2006, 2007 et 2012. Il est également finaliste de la Coupe de la Ligue en 2007. Lors d'un prêt au RC Strasbourg, il remporte la Coupe de la Ligue en 2005.

### En sélection
Avec l'équipe de France espoirs, il est finaliste du championnat d'Europe espoirs en 2002, en tant que remplaçant. Butant sur un grand Petr Čech, la France s'incline en finale contre la République Tchèque (0-0, 3 tirs au but à 1).